# Sikeston
Sikeston – miasto w Stanach Zjednoczonych, w stanie Missouri, w hrabstwie Scott i New Madrid. Jest położone tuż nad Bootheel choć wielu mieszkańców uważa, że jest to rzeczywista część regionu. Sikeston na autostradze międzystanowej 55 jest blisko w połowie drogi pomiędzy St Louis i Memphis. Nazwa pochodzi od Johna Sikesa, który założył miasto w 1860 roku. Jest to główne miasto Sikeston Micropolitan Stastistical Area, który składa się z całego hrabstwa Scott, a jego ludność wynosi 41 143.
W roku 2000 ludność miasta wynosiła 16 992.

## Miasta partnerskie
- Yeosu, Korea Południowa
- Buffalo, Stany Zjednoczone